# Velické pleso
Velické pleso je morénové pleso ve Velické dolině ve Vysokých Tatrách na Slovensku. Má rozlohu 2,2290 ha, je 350 m dlouhé a 90 m široké. Dosahuje maximální hloubky 4,6 m a objemu 45 575 m³. Leží v nadmořské výšce 1665,5 m.

## Okolí
Východně od plesa se pozvolna zvedá hřeben Velických granátů. Na západě se zvedá Čertov chrbát, který je ramenem Gerlachovského štítu. Severně od plesa se rozprostírá Velická dolina, která se jižně od plesa rozšiřuje. Jihovýchodně nedaleko od plesa se nachází Horský hotel Sliezsky dom.

## Vodní režim
Plesem protéká Velický potok, který do něj ústí ze severu a přitéká od Velického vodopádu (Večný dážď). Odtéká z jižního konce plesa. Okolí plesa je převážně porostlé kosodřevinou. Rozměry jezera v průběhu času zachycuje tabulka:
| Rok     | Měření prováděl   | Rozloha ha | Délka m | Šířka m | Hloubka max.m | Objem m³ |
| ------- | ----------------- | ---------- | ------- | ------- | ------------- | -------- |
| 1928    | Josef Schaffer    | 1,8126     | 250     | 88      | 4,8           | [ 3 ]    |
| 1961–67 | pracovníci TANAPu | 2,2410     | 350     | 90      | 4,5           | [ 3 ]    |
| 2005    | Gregor, Pacl      | 2,2290     | [ 3 ]   | [ 3 ]   | 4,6           | 45 575   |

## Přístup
Pleso je přístupné pěšky po celý rok. Ke Sliezskemu domu vede asfaltová silnice, po které je možný příjezd autem jen pro ubytované na zvláštní povolení.
- Výstup po  zelené turistické značce je možný z Tatranské Polianky a trvá asi 2 hod.
- Výstup po  žluté a  zelené značce je možný od Starého Smokovce a trvá asi 2:30 hod.
- Výstup po  modré,  žluté a  zelené značce je možný od Tatranských Zrubů a trvá asi 2 hod.
- Výstup na běžkách nebo výjezd na jízdním kole je možný po silnici z Tatranské Polianky
- Přístupné je rovněž po  magistrále od Popradského plesa (3:30 hod) nebo od Hrebienku (2 hod).

## Kalamita
Přístupové značky byly značně zničeny vichřicí v roce 2004 a následným požárem v roce 2005 a od té doby se pracuje na jejich obnově.